# Списак носилаца заставе Хрватске на Oлимпијским играма
Ово је списак носилаца заставе Хрватске на олимпијским играма.
Носиоци заставе носе националну заставу своје земље на церемонији отварања олимпијских игара.
| #  | Година                       | Носилац            | Спорт             |
| -- | ---------------------------- | ------------------ | ----------------- |
| 15 | 2018. Пјонгчанг (зимске)     | Натко Зрнчић-Дим   | Алпско скијање    |
| 14 | 2016. Рио де Женеиро (летње) | Јосип Павић        | Ватерполо         |
| 13 | 2014. Сочи (зимске)          | Ивица Костелић     | Алпско скијање    |
| 12 | 2012. Лондон (летње)         | Венио Лосерт       | Рукомет           |
| 11 | 2010. Ванкувер (зимске)      | Јаков Фак          | Биатлон           |
| 10 | 2008. Пекинг (летње)         | Ивано Балић        | Рукомет           |
| 9  | 2006. Торино (зимске)        | Јаница Костелић    | Алпско скијање    |
| 8  | 2004. Атина (летње)          | Дубравко Шименц    | Ватерполо         |
| 7  | 2002. Сот Лејк Сити (зимске) | Јаница Костелић    | Алпско скијање    |
| 6  | 2000. Сиднеј (летње)         | Зоран Приморац     | Стони тенис       |
| 5  | 1998. Нагано (зимске)        | Јаница Костелић    | Алпско скијање    |
| 4  | 1996. Атланта (летње)        | Перица Букић       | Ватерполо         |
| 3  | 1994. Лилехамер (зимске)     | Ведран Павлек      | Алпско скијање    |
| 2  | 1992. Барселона (летње)      | Горан Иванишевић   | Тенис             |
| 1  | 1992. Албервил (зимске)      | Томислав Чизмешија | Уметничко клизање |